# Macintosh Classic
Le Macintosh Classic est un ordinateur personnel commercialisé par Apple en 1990. C'était plus ou moins une réédition du Macintosh Plus, pour répondre à la demande de Macintosh tout-en-un à prix abordable. Évolution du Macintosh SE de 1987, il reçoit une carte-mère plus compacte et dépourvue du connecteur Processor Direct Slot. Il était très abordable mais extrêmement lent à cause de sa configuration datée. Il coûtait 999$ sans disque dur interne, et 1499$ avec un disque dur.

## Caractéristiques
A l'instar du Macintosh Plus, le Macintosh Classic est équipé d'un processeur Motorola 68000 cadensé à 8 MHz. Il était livré avec 1Mo de mémoire vive mais pouvait être monté jusqu'à 4 Mo. Il ne possédait pas de slot d'extension interne. Il était équipé d'une large mémoire mémoire morte de 512 Ko qui embarquait une version primitive du Macintosh System Software 6.0.3, démarrable en appuyant sur les touches "Command (pomme)"-"Option"-"x"-"o" au lancement de la machine.
Le Macintosh Classic était équipé d'un lecteur Superdrive pouvant lire les disquettes très haute densité. Il pouvait charger toutes les versions du Macintosh System Software situées entre la 6.0.3 et la 7.5.5.
Il pouvait disposer d'un disque dur SCSI en option, de 40 Mo.
Les spécifications du Macintosh Classic sont considérées comme très faibles pour leur époque : les modèles contemporains de sa gamme comme le Macintosh IIfx embarquaient des processeurs bien plus véloce (comme le 68040 cadensé à 40 Mhz dans le cas du IIfx).